# 1998 VH5
1998 VH5 är en asteroid i huvudbältet som upptäcktes den 8 november 1998 av de båda japanska astronomerna Takeshi Urata och Yoshisada Shimizu vid Nachi-Katsuura-observatoriet.
Asteroiden har en diameter på ungefär 4 kilometer och den tillhör asteroidgruppen Vesta.